# Cà Mau
Cà Mau este un oraș în sudul Vietnamului. Este capitala provinciei Cà Mau, o provincie din regiunea Mekong Delta din sudul Vietnamului. Prim-ministrul Vietnamului, Nguyen Tan Dung s-a născut și a crescut aici.
Populația orașului este de aproximativ 204.895 (în 2010). Din punct de vedere administrativ Cà Mau este împărțit în 8 phuong urbane și 7 xa rurale.